# Джеймс Ґай
Джеймс Ґай (англ. James Guy, нар. 26 листопада 1995, Бері, Англія, Велика Британія) — британський плавець, дворазовий срібний призер Олімпійських ігор 2016 року, чемпіон світу.

## Виступи на Олімпійських іграх
| Олімпіада           | Дисципліна                | Місце |
| ------------------- | ------------------------- | ----- |
| Ріо-де-Жанейро 2016 | 200 м вільним стилем      | 4     |
| Ріо-де-Жанейро 2016 | 400 м вільним стилем      | 6     |
| Ріо-де-Жанейро 2016 | 100 м батерфляєм          | 14    |
| Ріо-де-Жанейро 2016 | 4×200 м вільним стилем    | 2     |
| Ріо-де-Жанейро 2016 | 4×100 м комплексом        | 2     |
| Токіо 2020          | 100 м батерфляєм          | DNS   |
| Токіо 2020          | 100 м вільним стилем      | 9     |
| Токіо 2020          | 200 м вільним стилем      | 1     |
| Токіо 2020          | 4×100 м комплексом        | 2     |
| Токіо 2020          | 4×100 м комплексом, мікст | 1     |